# Robert Spencer di Spencer Combe
Robert Spencer (Crediton, ... – prima del 1510) è stato un politico e nobile inglese.

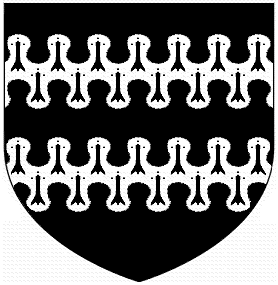
Stemma di Sir Robert Spencer di Spencer Combe

Sir Robert Spencer, nato nei pressi di Crediton, fu marito di Eleanor Beaufort (1431-1501), figlia di Edmund Beaufort, II duca di Somerset (1406-1455), nonché padre di due figlie e co-ereditiere che compirono importanti matrimoni.

## Origini
Le origini di Spencer non sono chiare. Lo storico del Devon Tristram Risdon (1640 circa), citando la sua fonte "Vincent on Brooke and Mills", suggerì che fosse il signore del maniero di Spencer Combe nella parrocchia di Crediton, Devon, che il suo antenato Richard Spencer aveva ereditato dal matrimonio con Alice Hody, figlia di William Hody di Combe Lancells, la cui famiglia l'aveva ereditata dalla famiglia Lancells. Tuttavia Sir William Pole, contemporaneo di Risdon (n.1635), non fa menzione di Sir Robert a Spencer Combe, e afferma che la proprietà discese dall'ereditiere Jone Spencer alla famiglia Giffard. La sua origine a Spencer Combe deriva dalla tradizione e viene accettata in tal modo nella maggior parte delle genealogie pubblicate.
Il genealogista americano Douglas Richardson suggerisce che Sir Robert Spencer fosse in realtà il figlio ed erede di John Spencer, deputato per Frampton nel Dorset, Ashbury nel Devon e Brompton Ralph nel Somerset, e di sua moglie Jone.

## Carriera
Poco o nulla si sa sulla carriera di Sir Robert Spencer, oltre alla dichiarazione di Risdon che era "Capitano del castello di Homet e Thomeline in Normandia". A causa dell'eredità della moglie del maniero e dell'avvocazia di Hazelbury Bryan nel Dorset, Spencer fece delle elargizioni alla canonica nel 1493 e nel 1496.

## Possedimenti
Sir Robert Spencer ha posseduto i seguenti manieri, in virtù della dote di sua moglie: 
- Chilton Foliat, Wiltshire, da qui scrisse il suo testamento.
- Hazelbury Bryan, Dorset
- Puncknowle, Dorset
- Toller Porcorum, Dorset
- Batheaston, Somerset
- Kingsdon, Somerset
- Shockerwick, Somerset
- Somerton Erleigh (in Somerton), Somerset
- Somerton Randolph (in Somerton), Somerset.

## Matrimonio e discendenza

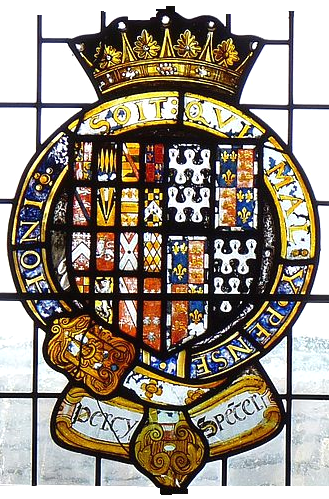
Stemma di Henry Algernon Percy, V conte di Northumberland e di sua moglie Catherine, figlia di Robert Spencer

All'incirca nel 1465 Robert sposò Eleanor Beaufortfiglia di Edmund Beaufort, II duca di Somerset (1406-1455), KG, vedova di James Butler, V conte di Ormond (d.1461). Dalla moglie ebbe due figlie e coeredi:
- Margaret Spencer (1472-1536), (o Eleanor Spencer[9]) moglie di Thomas Cary di Chilton Foliat, Wiltshire, secondogenito di Sir William Cary (1437-1471) di Cockington, Devon.[9] Ebbe due figli:
  - Sir John Cary (1491-1552) di Plashey, figlio maggiore, antenato dei Cary Visconti di Falkland.[10]
  - William Carey, secondogenito, il primo marito di Maria Bolena, sorella della regina Anna, e antenato dei Carey Baroni di Hunsdon, Baroni Cary di Leppington,  Conti di Monmouth, Visconte di Rochford e Conti di Dover .[11]
- Katherine Spencer (1477-1542), moglie di Henry Algernon Percy, V conte di Northumberland (1477-1527), KG e madre di Henry Percy, VI conte di Northumberland.

## Morte
Sir Robert Spencer morì poco prima del 1510.